# Hexacladia leptoglossi
Hexacladia leptoglossi är en stekelart som beskrevs av Burks 1972. Hexacladia leptoglossi ingår i släktet Hexacladia och familjen sköldlussteklar. Inga underarter finns listade i Catalogue of Life.